# オスカル・メレンド
オスカル・メレンド・ヒメネス（Óscar Melendo Jiménez  ,  1997年8月23日 - ）は、スペイン・カタルーニャ州バルセロナ県バルセロナ出身のプロサッカー選手。中国超級リーグ・上海海港足球倶楽部所属。ポジションはミッドフィールダー（ウイング）。

## 来歴
6歳の時の2003年に、地元のRCDエスパニョールのカンテラに入団。2016年6月にセグンダ・ディビシオンB所属のBチームに昇格し、翌月3年契約を締結。8月20日のUEリャゴステラ戦でプロデビュー。
2016-17シーズン途中に早くもトップチームに昇格。2016年11月20日のデポルティーボ・アラベス戦で、後半開始からエルナン・ペレスとの交代で起用され、ラ・リーガデビュー戦を、アウェーゲームで1-0で勝利。
2017-18シーズンのコパ・デル・レイ準々決勝1回戦の、バルセロナダービーとなったFCバルセロナ戦で、メレンドは試合終了間際にプロ初ゴールを決め、同シーズン公式戦無敗を誇っていたバルサに初黒星を付ける原動力となり、エスパニョールに1-0の勝利をもたらした。
2022年8月6日、グラナダCFに移籍した。
2024年8月30日、カディスCFに3年契約で移籍。しかし、2025年7月6日、双方合意の下に契約解除。
2025年7月8日、中国の上海海港足球倶楽部への加入が正式に発表された。エスパニョール時代のチームメイトであった武磊と再びチームメイトとなった。

## タイトル
エスパニョール
- セグンダ・ディビシオン : 1回 (2020-21)

グラナダ
- セグンダ・ディビシオン : 1回 (2022-23)